# Coppa del Mondo di slittino 2008
La Coppa del Mondo di slittino 2007/08, trentunesima edizione della manifestazione organizzata dalla Federazione Internazionale Slittino, ebbe inizio il 16 novembre 2007 a Lake Placid, negli Stati Uniti d'America, e si concluse il 17 febbraio 2008 a Sigulda, in Lettonia. Furono disputate ventotto gare, otto nel singolo uomini, nel singolo donne e nel doppio e quattro nella gara a squadre in sette differenti località. Nel corso della stagione si tennero anche i Campionati mondiali di slittino 2008 ad Oberhof, in Germania, ed i Campionati europei di slittino 2008 a Cesana Torinese, in Italia, competizioni non valide ai fini della Coppa del Mondo.
Le coppe di cristallo, trofeo conferito ai vincitori del circuito, furono assegnate all'italiano Armin Zöggeler per quanto concerne la classifica del singolo uomini, la tedesca Tatjana Hüfner conquistò il trofeo del singolo donne, la coppia teutonica formata da Patric Leitner e Alexander Resch si aggiudicò la vittoria del doppio e la Germania primeggiò nella classifica della gara a squadre.

## Risultati
| Data                | Località    | Nazione     | Specialità       | Primi classificati                                                           | Secondi classificati                                                   | Terzi classificati                                                         |
| ------------------- | ----------- | ----------- | ---------------- | ---------------------------------------------------------------------------- | ---------------------------------------------------------------------- | -------------------------------------------------------------------------- |
| 16-17 novembre 2007 | Lake Placid | Stati Uniti | Donne – Singolo  | Silke Kraushaar-Pielach Germania                                             | Natalie Geisenberger Germania                                          | Anke Wischnewski Germania                                                  |
| 16-17 novembre 2007 | Lake Placid | Stati Uniti | Uomini – Singolo | Armin Zöggeler Italia                                                        | David Möller Germania                                                  | Jan Eichhorn Germania                                                      |
| 16-17 novembre 2007 | Lake Placid | Stati Uniti | Uomini – Doppio  | Andreas Linger Wolfgang Linger Austria                                       | Patric Leitner Alexander Resch Germania                                | Gerhard Plankensteiner Oswald Haselrieder Italia                           |
| 17 novembre 2007    | Lake Placid | Stati Uniti | Gara a squadre   | Stati Uniti Erin Hamlin Tony Benshoof Christian Niccum Dan Joye              | Austria Nina Reithmayer Daniel Pfister Andreas Linger Wolfgang Linger  | Germania Silke Kraushaar-Pielach Felix Loch Patric Leitner Alexander Resch |
| 24-25 novembre 2007 | Calgary     | Canada      | Donne – Singolo  | Tatjana Hüfner Germania                                                      | Silke Kraushaar-Pielach Germania                                       | Natalie Geisenberger Germania                                              |
| 24-25 novembre 2007 | Calgary     | Canada      | Uomini – Singolo | David Möller Germania                                                        | Jan Eichhorn Germania                                                  | Armin Zöggeler Italia                                                      |
| 24-25 novembre 2007 | Calgary     | Canada      | Uomini – Doppio  | Patric Leitner Alexander Resch Germania                                      | Christian Oberstolz Patrick Gruber Italia                              | André Florschütz Torsten Wustlich Germania                                 |
| 8-9 dicembre 2007   | Winterberg  | Germania    | Donne – Singolo  | Tatjana Hüfner Germania                                                      | Anke Wischnewski Germania                                              | Silke Kraushaar-Pielach Germania                                           |
| 8-9 dicembre 2007   | Winterberg  | Germania    | Uomini – Singolo | David Möller Germania                                                        | Armin Zöggeler Italia                                                  | Stefan Höhener Svizzera                                                    |
| 8-9 dicembre 2007   | Winterberg  | Germania    | Uomini – Doppio  | Christian Oberstolz Patrick Gruber Italia                                    | Tobias Schiegl Markus Schiegl Austria                                  | Patric Leitner Alexander Resch Germania                                    |
| 8-9 dicembre 2007   | Winterberg  | Germania    | Gara a squadre   | Austria Nina Reithmayer Daniel Pfister Tobias Schiegl Markus Schiegl         | Germania Silke Kraushaar-Pielach David Möller Tobias Wendl Tobias Arlt | Lettonia Maija Tīruma Guntis Rēķis Andris Šics Juris Šics                  |
| 15-16 dicembre 2007 | Igls        | Austria     | Donne – Singolo  | Tatjana Hüfner Germania                                                      | Silke Kraushaar-Pielach Germania                                       | Natalie Geisenberger Germania                                              |
| 15-16 dicembre 2007 | Igls        | Austria     | Uomini – Singolo | Armin Zöggeler Italia                                                        | David Möller Germania                                                  | Daniel Pfister Austria                                                     |
| 15-16 dicembre 2007 | Igls        | Austria     | Uomini – Doppio  | Patric Leitner Alexander Resch Germania                                      | Christian Oberstolz Patrick Gruber Italia                              | André Florschütz Torsten Wustlich Germania                                 |
| 5-6 gennaio 2008    | Königssee   | Germania    | Donne – Singolo  | Tatjana Hüfner Germania                                                      | Natalie Geisenberger Germania                                          | Silke Kraushaar-Pielach Germania                                           |
| 5-6 gennaio 2008    | Königssee   | Germania    | Uomini – Singolo | Albert Demčenko Russia                                                       | Armin Zöggeler Italia                                                  | David Möller Germania                                                      |
| 5-6 gennaio 2008    | Königssee   | Germania    | Uomini – Doppio  | Patric Leitner Alexander Resch Germania                                      | Tobias Wendl Tobias Arlt Germania                                      | Christian Oberstolz Patrick Gruber Italia                                  |
| 5-6 gennaio 2008    | Königssee   | Germania    | Gara a squadre   | Germania Silke Kraushaar-Pielach David Möller Patric Leitner Alexander Resch | Canada Regan Lauscher Jeff Christie Chris Moffat Mike Moffat           | Stati Uniti Julia Clukey Tony Benshoof Christian Niccum Dan Joye           |
| 2-3 febbraio 2008   | Altenberg   | Germania    | Donne – Singolo  | Tatjana Hüfner Germania                                                      | Silke Kraushaar-Pielach Germania                                       | Natalie Geisenberger Germania                                              |
| 2-3 febbraio 2008   | Altenberg   | Germania    | Uomini – Singolo | Armin Zöggeler Italia                                                        | David Möller Germania                                                  | Albert Demčenko Russia                                                     |
| 2-3 febbraio 2008   | Altenberg   | Germania    | Uomini – Doppio  | Patric Leitner Alexander Resch Germania                                      | Andreas Linger Wolfgang Linger Austria                                 | Tobias Wendl Tobias Arlt Germania                                          |
| 14-15 febbraio 2008 | Sigulda     | Lettonia    | Donne – Singolo  | Tatjana Hüfner Germania                                                      | Silke Kraushaar-Pielach Germania                                       | Maija Tīruma Lettonia                                                      |
| 14-15 febbraio 2008 | Sigulda     | Lettonia    | Uomini – Singolo | Armin Zöggeler Italia                                                        | Albert Demčenko Russia                                                 | Daniel Pfister Austria                                                     |
| 14-15 febbraio 2008 | Sigulda     | Lettonia    | Uomini – Doppio  | André Florschütz Torsten Wustlich Germania                                   | Christian Oberstolz Patrick Gruber Italia                              | Andreas Linger Wolfgang Linger Austria                                     |
| 16-17 febbraio 2008 | Sigulda     | Lettonia    | Donne – Singolo  | Tatjana Hüfner Germania                                                      | Anna Orlova Lettonia                                                   | Silke Kraushaar-Pielach Germania                                           |
| 16-17 febbraio 2008 | Sigulda     | Lettonia    | Uomini – Singolo | Albert Demčenko Russia                                                       | Armin Zöggeler Italia                                                  | David Möller Germania                                                      |
| 16-17 febbraio 2008 | Sigulda     | Lettonia    | Uomini – Doppio  | Christian Oberstolz Patrick Gruber Italia                                    | Andreas Linger Wolfgang Linger Austria                                 | André Florschütz Torsten Wustlich Germania                                 |
| 16-17 febbraio 2008 | Sigulda     | Lettonia    | Gara a squadre   | Germania Tatjana Hüfner David Möller André Florschütz Torsten Wustlich       | Austria Nina Reithmayer Daniel Pfister Andreas Linger Wolfgang Linger  | Lettonia Anna Orlova Guntis Rēķis Andris Šics Juris Šics                   |

## Classifiche

### Singolo uomini
| Pos. | Nome            | Nazione     | LPL | CAL | WIN | IGL | KÖN | ALT | SIG | SIG | Totale |
| ---- | --------------- | ----------- | --- | --- | --- | --- | --- | --- | --- | --- | ------ |
| 1    | Armin Zöggeler  | Italia      | 1   | 3   | 2   | 1   | 2   | 1   | 1   | 2   | 725    |
| 2    | David Möller    | Germania    | 2   | 1   | 1   | 2   | 3   | 2   | 4   | 3   | 655    |
| 3    | Albert Demčenko | Russia      | 20  | 4   | DNF | 23  | 1   | 3   | 2   | 1   | 454    |
| 4    | Jan Eichhorn    | Germania    | 3   | 2   | 6   | 6   | 5   | 5   | 12  | 7   | 443    |
| 5    | Daniel Pfister  | Austria     | 4   | 7   | 4   | 3   | 6   | 15  | 3   | 6   | 432    |
| 6    | Felix Loch      | Germania    | 5   | 10  | 8   | 12  | 4   | –   | 7   | 15  | 297    |
| 7    | Martin Abentung | Austria     | 11  | 23  | 9   | 8   | 9   | 7   | 11  | 10  | 288    |
| 8    | Andi Langenhan  | Germania    | 6   | –   | 5   | 10  | 12  | 6   | 9   | 21  | 282    |
| 9    | Stefan Höhener  | Svizzera    | 13  | 22  | 3   | 4   | 7   | 24  | 21  | 27  | 276    |
| 10   | Tony Benshoof   | Stati Uniti | 7   | 15  | 10  | 9   | 16  | 10  | 8   | 16  | 275    |

### Singolo donne
| Pos. | Nome                    | Nazione     | LPL | CAL | WIN | IGL | KÖN | ALT | SIG | SIG | Totale |
| ---- | ----------------------- | ----------- | --- | --- | --- | --- | --- | --- | --- | --- | ------ |
| 1    | Tatjana Hüfner          | Germania    | 10  | 1   | 1   | 1   | 1   | 1   | 1   | 1   | 736    |
| 2    | Silke Kraushaar-Pielach | Germania    | 1   | 2   | 3   | 2   | 3   | 2   | 2   | 3   | 650    |
| 3    | Natalie Geisenberger    | Germania    | 2   | 3   | 8   | 3   | 2   | 3   | 10  | 4   | 518    |
| 4    | Anke Wischnewski        | Germania    | 3   | 4   | 2   | 4   | 4   | 5   | 7   | 8   | 478    |
| 5    | Nina Reithmayer         | Austria     | 8   | 7   | 7   | 7   | 8   | 4   | 6   | 6   | 382    |
| 6    | Natalija Jakušenko      | Ucraina     | 13  | 11  | 5   | 6   | 5   | 6   | 4   | 7   | 380    |
| 7    | Erin Hamlin             | Stati Uniti | 5   | 6   | 6   | 5   | 5   | 12  | 22  | 10  | 352    |
| 8    | Maija Tīruma            | Lettonia    | 15  | 13  | 9   | 9   | 17  | 10  | 3   | 5   | 319    |
| 9    | Veronika Halder         | Austria     | 17  | 5   | 13  | 10  | 14  | 8   | 8   | 9   | 296    |
| 9    | Anna Orlova             | Lettonia    | DNF | –   | 4   | 11  | 25  | 7   | 5   | 2   | 296    |

### Doppio
| Pos. | Nome                                      | Nazione     | LPL | CAL | WIN | IGL | KÖN | ALT | SIG | SIG | Totale |
| ---- | ----------------------------------------- | ----------- | --- | --- | --- | --- | --- | --- | --- | --- | ------ |
| 1    | Patric Leitner Alexander Resch            | Germania    | 2   | 1   | 3   | 1   | 1   | 1   | 6   | 6   | 655    |
| 2    | Christian Oberstolz Patrick Gruber        | Italia      | 6   | 2   | 1   | 2   | 3   | 4   | 2   | 1   | 635    |
| 3    | Andreas Linger Wolfgang Linger            | Austria     | 1   | 12  | 7   | 5   | 5   | 2   | 3   | 2   | 528    |
| 4    | André Florschütz Torsten Wustlich         | Germania    | 4   | 3   | 4   | 3   | 4   | 10  | 1   | 3   | 526    |
| 5    | Tobias Wendl Tobias Arlt                  | Germania    | 7   | 4   | 5   | 9   | 2   | 3   | 4   | 5   | 470    |
| 6    | Gerhard Plankensteiner Oswald Haselrieder | Italia      | 3   | 8   | 8   | 6   | 6   | 5   | 5   | 4   | 424    |
| 7    | Tobias Schiegl Markus Schiegl             | Austria     | 9   | 5   | 2   | 4   | 12  | 7   | 8   | 7   | 405    |
| 8    | Christian Niccum Dan Joye                 | Stati Uniti | 5   | 7   | 6   | 8   | 7   | 8   | 7   | 8   | 369    |
| 9    | Peter Penz Georg Fischler                 | Austria     | 16  | 6   | 10  | 7   | 8   | 6   | 11  | 18  | 306    |
| 10   | Mark Grimmette Brian Martin               | Stati Uniti | 14  | 11  | 9   | 12  | 9   | 14  | 14  | 12  | 260    |

### Gara a squadre
| Pos. | Nazione     | LPL | WIN | KÖN | SIG | Totale |
| ---- | ----------- | --- | --- | --- | --- | ------ |
| 1    | Germania    | 3   | 2   | 1   | 1   | 355    |
| 2    | Stati Uniti | 1   | 5   | 3   | 5   | 280    |
| 3    | Austria     | 2   | 1   | DSQ | 2   | 270    |
| 4    | Lettonia    | 8   | 3   | 5   | 3   | 237    |
| 5    | Russia      | 5   | 4   | 4   | 4   | 235    |
| 6    | Canada      | 6   | 6   | 2   | –   | 185    |
| 7    | Slovacchia  | 9   | 7   | 7   | 6   | 181    |
| 8    | Romania     | 8   | 11  | 8   | 8   | 160    |
| 9    | Polonia     | –   | 9   | 9   | 7   | 124    |
| 10   | Italia      | 4   | –   | 6   | DSQ | 110    |